# Creștinare
Creștinarea este procedeul prin care se realizează convertirea indivizilor sau unor populații întregi la creștinism, convertirea practicilor, imagisticii religioase, locurilor de închinăciune sau a calendarului păgâne la cele creștine. În antichitatea clasică, creștinarea a avut loc cel puțin parțial prin emiterea unor legi împotriva sacrificiilor și vrăjitoriei, prin convertirea oficială a templelor în biserici, prin degradarea zeilor păgâni la statutul de diavoli și transformarea creștină a riturilor religioase păgâne. 
În cele mai multe cazuri, refolosirea activităților și credințelor precreștine a fost pedepsită oficial. Într-o scrisoare a Papei Grigore I, acesta afirmă că este mai ușoară convertirea la creștinism dacă li se permite oamenilor să practice unele obiceiuri precreștine, pretinzând că aceste tradiții sunt întru slava lui Cristos. Practic, se intenționa păstrarea unor tradiții și practici, dar cu intenția să se facă uitate rădăcinile păgâne ale acestora. 

## Imperiul Roman
Creștinarea Imperiului Roman este de obicei împărțită în două faze, înainte și după anul 312, an în care a avut loc un eveniment important, cvasi-convertirea lui Constantin cel Mare. Până la această dată la creștinism s-a convertit deja o proporție semnificativă, dar necunoscută, a populației urbane a Imperiului, inclusiv din clasele sociale de elită. Constantin a pus capăt persecuției intermitente a creștinismului (și a altor religii), prin Edictul de la Milano, astfel încât religia păgână imperială a Romei antice nu mai era singura religie acceptată de către stat. În timpul succesorilor lui Constantin, creștinarea societății Roman a continuat fiind marcată de convulsii și de noi începuturi.